# 西城街道 (赤峰市)
西城街道，是中华人民共和国内蒙古自治区赤峰市红山区下辖的一个乡镇级行政单位。

## 行政区划
西城街道下辖以下地区：
西城社区、益华社区、八角楼社区、工农村、西南地村、大三家村、八里铺村、贾营子村、新地村、城郊村、东郊村、小房村、曲家沟村和城南村。